# 王宗夔
王宗夔（?—?），五代十国前蜀将领。前蜀高祖王建养子之一。
唐朝末年，王宗夔开始在王建帐下为亲校，攻打龙州（今四川省平武县南坝镇），杀死龙州刺史田昉，有功，官至兼中书令。王建弥留之际，他和王宗弼、王宗瑶、王宗绾一起受遗诏辅政。后主王衍即位，封他为琅琊郡王。